# Syzygium mindorense
Syzygium mindorense là một loài thực vật có hoa trong Họ Đào kim nương. Loài này được (C.B.Rob.) Masam. miêu tả khoa học đầu tiên năm 1942.